# 露娜 (阿肯色州)
露娜（英語：Luna）是位於美國阿肯色州奇科特縣的一個非建制地區。該地的面積和人口皆未知。

## 地理
露娜的座標為33°22′59″N 91°12′18″W / 33.38306°N 91.20500°W，而該地的平均海拔高度為39米（即128英尺）。